# ISO 3166-2:AO
کد ISO 3166-2:AO بخشی از استاندارد ایزو ۳۱۶۶ برای کشور آنگولا است که توسط سازمان بین‌المللی استانداردسازی ISO تنظیم شده‌است این سازمان، کدهای استاندارد را برای تقسیمات کشوری (ایالت‌ها یا استان‌های) کشورهای فهرست شده در استاندارد ایزو ۳۱۶۶-۱ تعریف می‌کند.
هر کد شامل دو بخش می‌گردد که توسط علامت - جدا می‌گردند.
- بخش نخست AO که در ایزو ۳۱۶۶-۱ آلفا-۲ کد کشور آنگولا است.
- بخش دوم شامل یک یا دو یا سه حرف است که بیان‌کننده استان یا ایالت کشور آنگولا می‌باشد.

## کدها
| #  | کدها   | استان                |
| -- | ------ | -------------------- |
| 1  | AO-BGO | استان بنگو           |
| 2  | AO-BGU | استان بنگوئلا        |
| 3  | AO-BIE | استان بیه            |
| 4  | AO-CAB | استان کابیندا        |
| 5  | AO-CCU | استان کواندو کوبانگو |
| 6  | AO-CNO | استان کوانزای شمالی  |
| 7  | AO-CUS | استان کوانزای جنوبی  |
| 8  | AO-CNN | استان کونه‌نه         |
| 9  | AO-HUA | استان هوامبو         |
| 10 | AO-HUI | استان هوییلا         |
| 11 | AO-LUA | استان لواندا         |
| 12 | AO-LNO | استان لوندای شمالی   |
| 13 | AO-LSU | استان لوندای جنوبی   |
| 14 | AO-MAL | استان مالانژه        |
| 15 | AO-MOX | استان موشیکو         |
| 16 | AO-NAM | استان نامیبه         |
| 17 | AO-UIG | استان اوییگه         |
| 18 | AO-ZAI | استان زئیر           |